# Toranj gradskog sata sa crkvom Svetog Sebastijana u Trogiru
Toranj gradskog sata sa crkvom Svetog Sebastijana je zavetno zdanje, koje je prema Pavlu Andreisu podignuta 1476. godine, u čast Svetog Sebastijanu koji je zaštitio grad od kuge.  Podignuta je na mestu nekadašnjeg trema ranosrednjovekovne crkve Svete Marije od Trga. Njenom gradnjom najverovatnije je zatvoren pristup ulici koja je tokom srednjeg veka vodila do obale, i do postojećih zazidanih gradskih vrata sa istočne strane kule Vitturi. Jednostavnog je oblika sa polukružnom apsidom okrenutom prema jugu a ulazom na severu, sa istočnim zidom naslonjen a na susednu crkvu Svete Marije. Ova crkva umesto zvonika ima toranj  gradskog sata. Renesansno pročelje i skulpture u unutrašnjosti delo su radionice Nikole Firentinca. Pojedini dekorativni elementi iz crkve Svete Marije, nakon njenog rušenja ugrađeni su u njene zidove. Sredinom 19. veka crkva Svetog Sebastijana u Trogiru pretvorena je u skladišni prostor. Danas je u potpunosti obnovljena i čuva uspomene na poginule učesnike Rata u Hrvatskoj.

## Položaj
Toranj gradskog sata sa crkvom Svetog Sebastijana, orijentisan u smeru sever — jug, smeštena je u prizemlju, a iznad nje je sazidan toranj sa satom, na južnoj strani glavnoga gradskog trga Trogira.

## Istorija
Razvoj hrišanstva u Trogiru svedoći da je iz obližnje biskupske mitropolije Salone hrišanstvo vrlo brzo stiglo u ovaj trgovački gradić, koga je položaja na ostrvu spasio od sudbine gradova na kopnu. Ćinjenica je da crkve koje su se gradile u predromanijskom i ranoromanijskom razdoblju po stilu ili imenima svojih donatora govore o ranom naseljavanju Trogira hrvatskim stanovništvom hriščanske vere.
Počev od 9. veka Trogir plaća dažbine hrvatskim vladarima, ali zadržava autonomiju pod suverenitetom Vizantije. Od 11. veka Trogir je postao biskupija koja je dobila sve atribute ondašnjih evropskih gradova. Početak 12. veka je vreme priznaja vlasti hrvatsko-ugarskih kraljeva, a zapisano je da su ga 1123. godine do temelja razorili i opljačkali Saraceni.
Nakon ponovne kraće vizantske vladavine 1180. Trogir je opet dospeo pod vlast hrvatsko-ugarskih kraljeva koji su mu potvrdili autonomna gradska prava.
Tokom 13. veka, Trogir je doživeo snažan privredni razvoj i obnovu građevina. O snazi Trogira svedoći i podatak da je u njemu 1242. utočište našao hrvatsko-ugarski kralj Bela IV. u vreme njegovog bekstva pred Tatarima.

## Arhitektura
Crkva i toranj projektovani su kao jedinstvena celina. Toranj je u obliku prizme sa kupolom koje  neuobičajenog oblika - zatvaraju je četiri ljuske. Kupola je u preseku jajolika. Za razliku
od bočnih strana i zadnje strane, pročelje okrenuto prema trgu građeno je od klesanog kamena, preciznih fuga, bez vidljivih znakova vezivanja.
Pročelje
Pročelje je reprezentativno, sa jednostavnim vencima bez profilacija podeljeno u četiri polja.
Okviri crkvenih vrata imaju renesansne profilacije. Iznad vrata je kip koji prikazuje Svetog Sebastijana vezanog uz stablo. Gornji, drugi pojas pročelja crkve, ujedno i podnožje samog tornja,
projektovan je kao zabat sa volutama sa strane. U sredini je okulus, oivičen vencem lovorovog lišća. Sa strane se nalaze po dva anđela, isklesana u reljefu, koji pridržavaju grbove. Iznad
okulusa stoji kip koji prikazuje Hrista koji desnom rukom (oštećena) blagosilja, a u levoj
drži knjigu. U podnožju kipa istaknut je grb kneza Nikole Pisanija. Treći pojas je prazan,
jedino preko venca štrči Hristova glava. Zadnji, četvrti pojas sa gornje strane ooivičen je snažnijim završnim vencem, koji ga odvaja od kupole; unutar kvadrata upisan je kameni kružni venac
s uklesanim rimskim brojkama; u omalterisanom i obojenom polju u krugu vrte se kazaljke sata.
Unutrašnjost
Unutrašnjost crkve je jednostavna, s bačvastim svodom, i apsidom nad kojom je polovina kalote. Na južnom zidu uz trijumfalni luk su dva mala prozora. Na zidovima se ističu kameni okviri trijumfalnog luka sa kapitelima ukrašenima renesansnim motivom lovorova lišća, venac u apsidi i okviri prozora.

Na istočnom zidu su vrata kroz koja se pristupa u crkvu Svete Marije od Trga, a nad vratima je nadvratnik - sa ranosrednjovekovnim pletenim ukrasima. Istočni zid nije sasvim ravan jer u njega zadire jedna od konhi nekadašnje crkve Svete Marije od Trga.
Dok, južni deo zida (u kojem se nalaze, zazidana vrata prema crkvi Svete Marije) ima debljinu 1,3 m dotletle je severni deo znatno. tanji (0,7 m). Na granici tih dvaju različitih delova nalazi se
kosa, blago. zaobljena zidna površina približno po sredini crkve.  Kako je čitava unutrašnjost crkve Svetog Sebastijana presvođena bačvastim svodom, to je navedena razlika u rasponu rešena tako da je nad severnim delom zida prebačen polukružni luk. 

## Literatura
- Ivan Lucić, Povijesna svjedočanstva o Trogiru, II. dio, Split, 1979., 1042.

## Spoljašnje veze
Mediji vezani za članak Toranj gradskog sata sa crkvom Svetog Sebastijana u Trogiru na Vikimedijinoj ostavi

- Dr Ivo Babić TROGIR - Grad i spomenici - footografije